# Miss Irlanda del nord

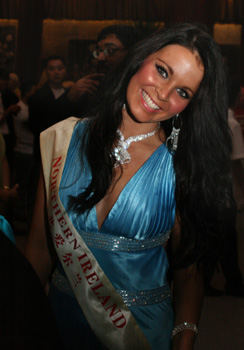
Melissa Patton, Miss Irlanda del nord 2007.

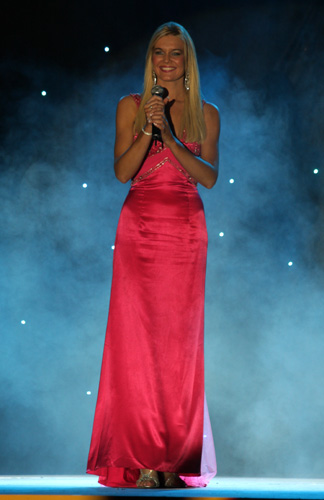
Judith Wilson, Miss Irlanda del nord 2008.

Miss Irlanda del nord (Miss Northern Ireland) è un concorso di bellezza femminile che si tiene annualmente in Irlanda del Nord dal 1982. La vincitrice del concorso Miss Irlanda del nord, insieme alle vincitrici dei concorsi di Miss Galles, Miss Scozia e Miss Inghilterra, può prendere parte a Miss Mondo. Fra le quattro rappresentanti a Miss Mondo, colei che ottiene il miglior piazzamento viene presentata col titolo e la corona di Miss Regno Unito.

## Albo d'oro
- 1982 	Alison Smyth
- 1983 	Caroline O'Doherty
- 1984 	Susan Tan
- 1988 	Barbara Bryans
- 1992 	Sharon McLaughlin
- 1993 	Mary McGonagle
- 1994 	Tracey Chambers
- 1995 	Shauna Gunn
- 1996 	Louisa Jayne Vance
- 1997 	Julie Martin
- 1998 	Joanne Salley
- 1999 	Zoe Salmon
- 2000 	Fiona Hurley
- 2001 	Angela McCarthy
- 2002 	Gayle Williamson
- 2003 	Diana Sayers
- 2004 	Kirsty Stewart
- 2005 	Lucy Evangelista
- 2006 	Catherine Jean Milligan
- 2007 	Melissa Patton
- 2008 	Judith Wilson
- 2009 	Cherie Gardiner
- 2010 	Lori Moore
- 2011 	Finola Guinnane
- 2012 	Tiffany Brien